# Henri Hymans
Henri Simon Hymans (* 8. August 1836 in Antwerpen; † 23. Januar 1912 in Brüssel) war ein belgischer Lithograph und Kunsthistoriker.

## Leben
Henri Hymans’ Vater war Arzt und zog aus Nordholland nach Brüssel, kurz bevor Belgien 1830 unabhängig wurde; sein  Bruder war der spätere Historiker Louis Hymans (1829–1884). Von dort übersiedelte die Familie nach Antwerpen, dem Geburtsort Henri Hymans’. Seine Mutter Sophie Hymans, geborene Josephs, führte den Jungen bald in die Antwerpener Museen. Während seiner Schulzeit nahm Henri Hymans Zeichenkurse bei Edward Dujardin (1817–1889) an der Königlichen Akademie der Schönen Künste Antwerpen. Nach dem Tod des Vaters im Jahr 1849 zog die Familie nach Brüssel. Henri Hymans nahm weiterhin Zeichenunterricht bei François Stroobant (1819–1916). Stroobant führte den Jungen in die Lithographie ein. Im Jahr 1857 begann Henri Hymans seine Karriere als Volontär unter Chefkurator Louis Alvin (1806–1887) in der Druckerei der Königlichen Bibliothek Belgiens in Brüssel. Die Druckerei wurde im April 1859 der Öffentlichkeit zugänglich gemacht. 1860 erhielt Henri Hymans eine Festanstellung sowie ein Stipendium zur Weiterführung seines lithographischen Projekts. Er entschied sich allerdings, die Arbeit als Lithograph zugunsten kunstgeschichtlicher Studien nicht weiter zu forcieren. 1875 wurde die Druckerei der Königlichen Bibliothek unter Henri Hymans’ Leitung eine eigene Abteilung. Im Jahre 1877, anlässlich der Feier des dreihundertsten Geburtstages von Rubens in Antwerpen, war Hymans zusammen mit dem Rubens-Forscher Max Rooses und anderen an der Zusammenstellung des Kataloges der Rubens-Ausstellung beteiligt. Im Dezember 1877 wurde Henri Hymans Professor für Ästhetik und Kunstgeschichte an der Akademie der Schönen Künste in Antwerpen.
1883 wurde Hymans zum korrespondierenden Mitglied der Classe des Beaux-Arts der Académie Royale de Belgique gewählt. Ein Jahr später wurde er Ordentlicher Professor für Kunstgeschichte an der Akademie der Schönen Künste Antwerpen und behielt den Lehrstuhl bis 1909.
Im Jahr 1885 wurde Henri Hymans zum ordentlichen Mitglied der Académie Royale de Belgique gewählt. Er wurde bald ständiger Mitarbeiter der Biographie nationale, einer Publikation dieser Institution. In Antwerpen wurde er 1887 zum Präsidenten der Académie royale d'archéologie de Belgique gewählt. 1886 wurde Hymans Korrespondent der Pariser Gazette des Beaux-Arts für Belgien. Während des darauffolgenden Vierteljahrhunderts kommentierte er die aktuelle Kunstszene und die laufenden Ausstellungen, darunter die Van Dyck-Ausstellung 1899 in Antwerpen und die Ausstellung der flämischen Primitiven in Brügge anno 1902. Hymans schrieb Künstler-Biografien – so 1888 zu Quinten Matsys und 1891 zu Pieter Brueghel dem Älteren. 1893 publizierte Hymans die Monografie über den Kupferstecher Lucas Vorsterman. Von 1904 bis zu seinem Ruhestand 1909 war er Chefkurator der Königlichen Bibliothek Belgiens in Brüssel und Leiter des dortigen Kupferstichkabinetts. 1910 veröffentlichte er eine Monografie über den Porträtmaler Antonio Moro. Von 1907 bis 1911 erschienen seine Einträge zu flämischen Malern in den ersten sechs Bänden des Allgemeines Lexikon der Bildenden Künstler von der Antike bis zur Gegenwart.
Max Rooses hatte 1912 in einem Nachruf die wissenschaftliche Qualität und den soliden Charakter der Forschungen Henri Hymans’ gewürdigt. Nach Rooses sei der Kunsthistoriker Hymans “la plume à la main” (deutsch: „mit der Feder in der Hand“) gestorben.
Henri Hymans heiratete 1867 Fanny Cluysenaar, die Schwester des Malers Alfred Cluysenaar.

## Veröffentlichungen (Auswahl)
- Johann Wussin: Jonas Suyderhoef. Son oeuvre gravé, classé et décrit. Traduit de l’allemand, annoté et augmenté par Henri Hymans. Brüssel 1862 (archive.org).
- Histoire de la gravure dans l'école de Rubens. F. J. Olivier, Brüssel 1879 (französisch, archive.org).
- Ferdinand de Braekeleer, 1792–1883. Notice biographique. F. Hayez, Brüssel 1884 (französisch, archive.org).
- Le réalisme. Son influence sur la peinture contemporaine. F. Hayez, Brüssel 1884 (französisch, archive.org).
- Le livre des peintres de Carel van Mander. Vie des peintres flamands, hollandais et allemands (1604). J. Rouam, Paris 1884 (französisch, archive.org).
- Histoire de la gravure sur bois en Belgique. 1887
- Notice sur la vie et les travaux de Nicaise de Keyser, membre de l’Académie, directeur de l’Académie royale des beaux-arts. F. Hayez, Brüssel 1889 (französisch, archive.org).
- Lucas Vorsterman. Catalogue raisonné de son oeuvre, précédé d'une notice sur la vie et les ouvrages du maître. E. Bruylant, Brüssel 1893 (französisch, archive.org).
- Brügge und Ypern. Mit 115 Abbildungen. E. A. Seemann, Leipzig 1900 (archive.org).
- Gent und Tournai. E. A. Seemann, Leipzig 1902 (archive.org).
- L'exposition des primitifs flamands à Bruges. Gazette des beaux-arts, Paris 1902 (französisch, archive.org).
- Histoire de la lithographie en Belgique. 1903.
- Belgische Kunst des 19. Jahrhunderts. E. A. Seemann, Leipzig 1906 (archive.org).
- Les van Eyck. Biographie critique. H. Laurens, Paris 1907 (französisch, archive.org).
- Catalogue des estampes d’ornement. Faisant partie des collections de la Bibliothèque royale de Belgique, classé par nature d'objets suivi d'un index alphabétique des noms d’auteurs et accompagné de planches. Henri Lamertin, Brüssel 1907 (französisch, archive.org).
- Antonio Moro. Son oeuvre et son temps. G. van Oest, Brüssel 1910 (französisch, archive.org).
- Brüssel. Mit 139 Gravuren. H. Laurens, Paris 1910 (französisch, archive.org).
  - Deutsch: Brüssel. E. A. Seemann, Leipzig 1910 (Volltext, Projekt Gutenberg).
- Die Servatius-Legende. Ein niederländisches Blockbuch. Bruno Cassirer, Berlin 1911.
- Beitrage in der Encyclopædia Britannica 1911 (Wikisource).
- Œuvres de Henri Hymans. 4 Bände, Hayez, Brüssel 1920–1921 (gesammelte kleine Schriften; archive.org).